# Konzervacija i restauracija fotografskih ploča
Konzervacija i restauracija fotografskih ploča je proces skrbi i održavanja fotografske ploče. Obuhvaća potrebne mjere koje konzervatori, kustosi, upravitelji zbirki i drugi muzejski stručnjaci mogu poduzeti kako bi sačuvali materijal jedinstven za proces fotografskih ploča. Ova praksa uključuje razumijevanje sastava i uzroka propadanja fotografskih ploča, kao i preventivne i interventne mjere zaštite koje se mogu poduzeti kako bi se povećala njihova dugovječnost.

## Povijest

### Tehnologija
Fotografske ploče sastoje se od slike vezane za stakleni nosač. Staklene ploče pojavile su se kao uobičajeni medij tj. nosioc fotografskog negativa sredinom devetnaestog stoljeća. Općenito, crno-bijeli fotografski negativi sastoje se od finih čestica srebra (ili boja u boji za negative u boji), koje su ugrađene u tanki vezivni sloj. U kombinaciji sa slikovnom supstancom, ova dva elementa čine ono što se naziva emulzijom. Ovaj emulzijski sloj leži na onome što se naziva nosač, a to može biti papir, metal, film ili, kao u slučaju fotografskih ploča, staklo. Važan dio fotografskog postupka, "fiksiranje", koristi se za pranje čestica srebra koje nisu dio slike, što zatim daje stabilnu negativnu sliku. Ta negativna slika može se koristiti tijekom mnogih godina za stvaranje pozitivnih rezultata na papiru. Staklene ploče bile su popularne između 1851. i 1920-ih.

### Postupci
Negativ tipa kolodij na staklu: Ovaj postupak izumio je Englez Frederick Scott Archer 1851. Iako je prvi postupak koji je iskoristio prednosti staklenih ploča bio na bazi bjelančevina, bio je prilično naporan i brzo je nadmašen negativom staklene ploče s kolodijem. Fotografski postupak kolodija bio je tzv. mokri postupak, što je značilo da je i sama staklena ploča morala biti mokra dok je bila eksponirana te isto tako i tijekom cijele obrade. To je zahtijevalo prijenosnu tamnu komoru gdje god bi fotograf išao kako bi uspješno stvorio negativnu sliku. Tijekom postupka, kolodij je bio vezivo koje se izlilo na staklenu ploču prije nego što je bilo eksponirana. Zatim je ploča razvijena, fiksirana, isprana i zaštićena lakom. 
Negativ na želatinskoj suhoj ploči: Ovaj je postupak izumio Richard Leach Maddox 1871. godine, ali uobičajeno se koristio tek od 1878. kada je postupak postao komercijalno uspješan. Zbog napretka ovog postupka u fotografiji, ubrzo je zamijenio postupak mokre ploče u 1880-ima. Nekad korišteno vezivno sredstvo za kolodij zamijenjeno je želatinom koja je već sadržavala srebrne soli osjetljive na svjetlost. To je značilo da je emulzija već bila prisutna i nije ju trebalo nanositi na ploču neposredno prije izlaganja svijetlu - što je skratilo postupak na manje od jedne sekunde. Zbog ovog napretka, fotografi nisu morali nositi svoju prijenosnu tamnu komoru, već su mogli snimljeni materijal razvijati kasnije. Nakon 1878. godine, kada su napravljena daljnja poboljšanja želatinske emulzije, ploče od želatinom prevučenog stakla počinju masovno proizvoditi tvrtke poput Wratten & Wainright, Keystone Dry Plate Works, i posebno Eastman Company. To je dovelo do napredne upotrebe i proizvodnje fotografskih staklenih ploča do oko 1925. godine i razvoja moderne fotografske industrije.

## Uzroci propadanja
Relativna vlažnost (RH) i temperatura dvije su od najozbiljnijih prijetnji fotografskim pločama i mogu odrediti njihovu dugotrajnost. Kao i kod ostalih kulturnih zbirki, visoka temperatura u kombinaciji s visokom vlagom može dovesti do rasta plijesni, kao i privlačenja štetnika. Toplina je također opasnost za zbirke jer je element koji ubrzava bilo koju vrstu kemijskog propadanja, posebno u fotografskim materijalima.
Fotografske ploče suočavaju se sa značajnim strukturnim i kemijskim izazovima jedinstvenim zbog njihove strukture - kolebanja u RH mogu istegnuti prianjanje želatine na staklenu ploču jer promjene mogu uzrokovati širenje i skupljanje želatine, kao i pucanje ili odvajanje emulzije duž rubova. Također, na želatinoznoj suhoj ploči, velika vlaga može uzrokovati rast plijesni na emulziji i uzrokovati ljepljenje ploča. Povećanje relativne vlažnosti može prouzročiti pogoršanje i ostalih integralnih elemenata, kao što su srebro, lak i staklo. Smanjenje relativne vlažnosti uzrokovat će pogoršanje vodeći do ljuštenja veziva i dehidracije.

### Svjetlost
Fotografske ploče, zajedno sa svim fotografskim materijalima, vrlo su osjetljive na svjetlost. Opsežna i trajna izloženost svjetlu može prouzročiti značajna pogoršanje koje može biti ireverzibilno. Sunčeva svjetlost je najštetnija vrsta svjetlosti, ali unutarnja rasvjeta i bilo koje drugo UV osvjetljenje predstavljaju ozbiljnu prijetnju fotografskim pločama uzrokujući blijeđenje i žutilo. 
Svjetlost posebno prijeti fotografskim materijalima u boji jer ubrzava blijeđenje boja. Nerijetko su fotografske ploče ručno oslikane kako bi se stvorile slike u boji. Izlaganje svjetlu dijapozitiva u boji može se pogoršati i dovesti do promjene boje pigmenata.

### Zagađenost zraka
Onečišćenje zraka može predstavljati prijetnju fotografskim pločama zbog loše kvalitete zraka i nečistoće koja može oštetiti materijale. To može uključivati prašinu, plinovito zagađenje iz urbanog okoliša i čestice prljavštine. Onečišćenje zraka može uzrokovati blijeđenje fotografskih materijala, kao i oštetiti površinu slike uzrokujući abraziju. Ostali izvori onečišćenja zraka uključuju "fotokopirne strojeve, građevinski materijal, isparenja boja, karton, tepihe i potrepštine". 

### Materijali / kemikalije
Sastav stakla fotografskih ploča može biti čimbenik pogoršanja. Zbog loše kvalitete ili loše kvalitete stakla može doći do pojave tkz."bolesnog stakla". Uvjeti okoliša obično su povezani s povećanjem ili prisutnošću ovakove korozije stakla. Korozija nosača staklene ploče također može oštetiti sloj slike uzrokujući podizanje slojeva veziva i laka.
Ostale kemijske komponente negativa staklenih ploča također mogu biti poticatelji propadanja. Na primjer, sloj srebrne slike mogao bi pretrpjeti oksidacijsko propadanje što može dovesti do blijeđenja i promjene boje. Uz to, samo vezivno sredstvo za kolodij sastoji se od celuloznog nitrata za koji se zna da je vrlo zapaljiv spoj. Većina ovih sredstava propadanja rezultat je loše kemijske obrade, ali ih obično pogoršavaju loši uvjeti okoliša i skladištenja. 

### Fizički uzroci propadanja
Staklene ploče prilično su stabilne u smislu dimenzija, ali su i vrlo krhke i lomljive. Budući da je staklo lomljivo, vrlo je osjetljivo na lomljenje, pukotine i lomove. To može biti uzrokovano ljudskom pogreškom, uključujući ispuštanje ili udaranje staklene ploče, ili može biti uzrokovano kvarom opreme za skladištenje, kućišta, polica itd. Što može dovesti do udara o staklo.
Vrste loma: 
- Udarna točka - točka udara i okolni zračeći lukovi
- Pukotine - nastaju okomito na primijenjeno naprezanje
  - Tzv. Slijepe pukotine - prelomi se ne protežu kroz cijelo staklo

Određene vrste loma i naprezanja utječu na sloj slike i vezivo na različite načine.

## Preventiva konzervacija

### Okolišni uvjeti
Kontrola okoliša presudan je dio očuvanja fotografskih staklenih ploča. Relativna vlažnost (RH), temperatura i svjetlost igraju veliku ulogu u održavanju višeslojnih materijala u fotografskim staklenim pločama. Za njihovo očuvanje poduzimaju se sljedeće mjere:
Za fotografske staklene ploče temperatura se održava na približno 65 °F. 
Razine RH se obično održavaju između 30-40%. Ako RH padne ispod 30%, vezivo slike na staklenoj ploči dehidrirat će. Ako RH pređe 40%, staklo će početi hidratizirati. Za fotografije na staklenim pločama u okviru, poput ambrotipija, razina RH održava se između 40-50%, a temperatura između 65-68 °F. 
Nastoji se izbjeći fluktuacije relativne vlažnosti i temperature. Kolebanja okoliša mogu pridonijeti rastu plijesni, kemijskom propadanju, uključujući promjenu boje i žutilo, kao i pogoršanju stanja emulzije. 
Fotografske staklene ploče, posebno negativi, čuvaju se u tamnim kutijama. Razina svjetlosti održava se ispod 50 luksa.

### Rukovanje
Fotografskim staklenim pločama pažljivo se rukuje kako bi se izbjeglo fizičko ili kemijsko pogoršanje i oštećenje - sljedećim pomagalima u njihovom očuvanju pravilnim rukovanjem:
Da bi se spriječili otisci prstiju, prilikom rukovanja nose se lateks ili nitril rukavice. Konzervatori ne preporučuju pamučne rukavice zbog mogućnosti da staklo lako isklizne s pamučnog materijala.  
Pri rukovanju, staklenu ploču se ne drži za jedan rub ili kut, već se drže dva suprotna ruba, uvijek s dvije ruke.  
Prilikom polaganja staklene ploče na ravnu površinu, uvijek se ista postavlja emulzijom prema gore. 
Staklene ploče nikada se ne slažu jedna na drugu niti se izlažu bilo kakovom opterećenju. Rukav ili kućište označeni su prije stavljanja staklene ploče unutra. 
Budući da su staklene ploče krhke i lomljive, duplikati se stvaraju ako se staklena ploča često koristi za tisak. To pomaže smanjiti opasnost od loma i gubitka.

### Pohrana
Pohrana i čuvanje fotografskih staklenih ploča važan je dio njihova zbrinjavanja. Muzeji i druge kulturne ustanove poduzimaju sljedeće mjere kako bi osigurali da njihovi stakleni negativi budu pravilno smješteni:
Fotografske staklene ploče smještene su u kućišta s četiri poklopca, emulzijom okrenuta prema gore. Ova kućišta s puferom s četiri poklopca sprječavaju uvlačenje i iznošenje staklene ploče i dodatno pogoršavaju slike zbog ogrebotina i trenja. Umjesto toga, kućište s četiri poklopca omogućuje pristup staklenoj ploči rasklapanjem zaklopki bez potrebe za povlačenjem ploče preko bilo koje površine ili materijala.  
Fotografske staklene ploče čuvaju se okomito na dugoj strani ploče u beskiselinskim kutijama za pohranu. Staklene ploče nisu suviše zbijene i traži se da se ne trljaju jedna o drugu. Svaka se obično odvaja pojedinačno jedna od druge beskiselinskim kartonom. 
Fotografske staklene ploče pohranjene u djelomično ispunjenoj kutiji imat će umetnute distancere, nabolje od valovitog beskiselinskog kartona.
Staklene ploče veće od 25 x 30 cm pohranjuju se u kutije primjerene veličine koje su djelomično napunjene kako bi se spriječila prevelika težina. 
. 
Kutije za pohranu fotografskih staklenih ploča čuvaju se na donjoj polici, točnije na visini ispod četiri metra. To pomaže spriječiti nekoga da ih podigne dolje iznad glave. 
Svaka kutija za pohranu fotografskih staklenih ploča označena je riječima poput "Teška", "Pažljivo postupajte", "Oprez: Sadrži staklene negative", tako da svi znaju da moraju biti vrlo oprezni kad podižu iste s polica.

### Pohrana polomljenih ploča
Pohrana slomljenih fotografskih ploča 
Slomljene ili popucane staklene ploče čuvaju se na poseban način, odvojeno od ostalih fotografskih ploča, i to na sljedeće načine:
Slomljene staklene ploče se ne slažu, već se skladište.
Fotografske staklene ploče koje su popucale ili imaju oštećenja veziva pohranjuju se na posebne podloge. One s manjim oštećenjima i dalje su smješteni u kućištu s četiri preklopnika koji je označen odgovarajućim opisom štete. Staklene ploče s jakim ljuštenjem sloja pohranjuju se vodoravno i stavljaju u kutiju za odlaganje s naljepnicom s natpisom „Oprez: Slomljeno staklo. Nositi vodoravno. " 
Krhotine stakla slomljene staklene ploče često se "utisnu" između dva komada puferirane ploče i zatim se stave unutar kućišta s četiri poklopca.  
AIC savjetuje da se za krhotine razbijenog stakla treba stvoriti nosač koji odgovara obliku ulomka. Zatim se te slomljene krhotine stave u pojedinačna kućišta s četiri poklopca i čuvaju u ravnom prostoru s odgovarajućim oznakama koje upozoravaju na njihovo slomljeno stanje.  

### Konzervatorski tretman
Slomljene ili ispucane staklene ploče čine velik dio onih kojima je potreban konzervatorsko restauratorski tretman. Postoje različite radnje poduzete za ponovno sastavljanje i obnavljanje ovih ploča pomoću sljedećih materijala i metoda:
Ljepila: (Ne postoji nijedno idealno ljepilo za upotrebu)
- Paraloid B-72 - Otopina 50-70% B-72 u otapalu s dodanim silicijevim dioksidom koristi se za ponovno sastavljanje fragmenata staklenih ploča. Sušenje traje 1-2 sata. Problem s ovim ljepilom je taj što nije moguće nevidljivo ponovno sastavljanje.
- Epoksidna smola - Smatra se da je ovo ljepilo vrlo čvrsto i da se slabo skuplja. Problem ove metode je što s vremenom požuti, nije reverzibilno i nije preporučljivo koristiti ga na staklenim pločama s kolodijskim vezivom.
- Cijanoakrilati - Ovo ljepilo čvrsto se veže s alkalnim površinama, ali je vrlo lomljivo i koristi se samo za privremene popravke.

### Metode i tehnike popravka
Sastavljanje uz pomoć PhotoShop softvera - Konzervatori koriste isti za sastavljanje krhotina razbijenog stakla skeniranjem ili fotografiranjem svih dijelova. To pomaže u izbjegavanju daljnjih oštećenja i propadanja fotografske staklene ploče. 
Spajanje pod nagibom - Ova metoda uključuje nanošenje ljepila na sučelja staklene krhotine i njihovo sastavljanje na nagnutoj površini prekrivenoj Mylarom ili Silpatom™. Krhotine stakla ponovno se sastavljaju izravnim nanošenjem, što uključuje nanošenje ljepila izravno na krhotine i potom pričvršćivanje istih na odgovarajući komad 
Vertikalno spajanje fragmenata - Ova se metoda koristi zbog načina na koji se krhotine stakla vraćaju zajedno, što je najtočnije kod okomitog rada. To također pomaže u zaštiti stranice vezivnog sloja. Kad se komadi okomito sastavljaju, za držanje dijelova koristi se plastična traka osjetljiva na pritisak ili ljepljivi vosak. Ljepilo se ne nanosi dok se svi dijelovi ne sastave - to pomaže prepoznati bilo kakvo odstupanje prije nego što se spoje. Kao posljednji korak, ljepilo se nanosi fiksiranjem.

## Vanjske poveznice
- Conservation of Glass Plate Negatives at the Smithsonian
- Case Study: Repair of a Broken Glass Plate Negative
- The Conservation of Glass Plates: Student Placement